# Parafia greckokatolicka Świętych Apostołów Piotra i Pawła w Lubinie
Parafia greckokatolicka Świętych Apostołów Piotra i Pawła w Lubinie – parafia greckokatolicka w Lubinie. Parafia należy do eparchii wrocławsko-koszalińskiej i znajduje się na terenie dekanatu legnickiego.

## Historia parafii
Parafia greckokatolicka pw. Świętych Apostołów Piotra i Pawła w Lubinie funkcjonuje od 1979 r., księgi metrykalne są prowadzone od roku 1980.

## Świątynia parafialna
Cerkiew greckokatolicka znajduje się w Lubinie przy ul. Parkowej.